# スリランカ国立病院
スリランカ国立病院（スリランカこくりつびょういん、英語: National Hospital of Sri Lanka）は、スリランカの最大都市コロンボにある国立病院。1864年に「総合病院」として設立された。2010年時点の病床数は3,246床、集中治療室18、手術室21、医師1,500名、職員7,500名を擁する。1ヶ月あたり約5千件の手術を行い、年間でのべ200万人以上の患者が訪れる。36エーカーの敷地内には歯科大学、マリガワット腎臓病院、看護学校、後期看護学校、理学療法学校、放射線治療学校、コロンボ大学医学部などがある。

## 沿革
1817年、病院監察長官代理チャールズ・ファレルがセイロン総督ロバート・ブラウンリッグに病院不足を訴えた。それを受けて1819年、コロンボ初の近代的な病院がペター地区プリンス・ストリートに設立された。当初の病床数は100床であったが、病床数不足で病院は常に混雑していた。そのため、別の場所に32エーカーの敷地を有する新病院を設立することが決まった。当時の総督ヘンリー・ジョージ・ウォードは新病院設立のために3千ポンドの予算をつけた。そして1864年、200床の新総合病院が開設した。
開院当初、新病院には21の大型病室があった。1870年にはコロンボ医科学校が婦人科手術病棟に設立された。75年にはムダリヤール・サムソン・ラージャパクサが現在コロンボ大学医学部が位置する3エーカー半の土地を寄付した。この病院は、1878年にセイロンで初めて女性看護師を雇用した。また、財政難のために現地で看護師の採用ができなかったため、1886年から1964年までカトリックの修道女が病院で働いていた。
1885年時点で大型病室22、病床212、医療施設112、手術設備100を有しており、1894年までに大型病室24、病床280を有するようになった。病院が位置していたロンデン・プレイスは1900年にカンシー・ロードに改名した。またビクトリア記念棟（眼科病床）が1903年、ホワイト・ハウス（事務棟）が1904年にそれぞれ完成した。また、外来部門が1910年に初めて創設された。その後、患者の増加に伴って北部のラーガマに高齢者と慢性期患者のための別館が開設されたが、1912年のコレラ大流行によって患者は元の本館に戻された。
その後1918年10月に総督ウィリアム・マニングが商業棟（現在の第15病棟）を開設した。また、スキナー記念病棟とそれに隣接するグナナセカラン病棟が1924年に完成した。これら2つの病棟は現在第16病棟として知られている。理学療法・リウマチユニットは1920年代に設置された。また、敷地内にあった民家を改装して1925年に歯科病院が開設され、放射線ユニットが翌年の1926年に事務棟に開設された。1938年にはカトリック修道女の看護師のためにマーク記念病棟が開設され、1941年にはキリスト教聖職者のためのクーダート記念病棟が開設された。1939年には、小児科・整形外科用のカーン記念病棟（第51病棟）が開設された。さらに同年5月9日にはコロンボ看護学校が創設された。
1942年にセイロン大学が創設された際には大学病院に指定された。マタパン病棟などの有料診療を行う病棟は1943年に開設された。1952年には調理室と胸部外科が入居する病棟が完成。病院最初の開胸手術は1955年に実施された。同年には心電図モニタも導入された。1957年には大学附属の理学療法学校、放射線療法学校の2校が開校した。翌年2月2日には、ソロモン・バンダラナイケ首相によってバンダラナイケ棟（外科、事務課）が開設された。また1965年には眼科病院が新設され、2年後の1月1日にはダッドリー・セーナーナーヤカ首相主導で眼科が入っていたヴィクトリア記念病棟に救急救命室が開設された。また、1968年6月16日には厚生大臣E・L・セーナーナーヤカの主導でセイロン初の集中治療室が手術棟に開設された。また、60年代後半には精神科病棟（第59病棟）が開設した。また、1970年には形成外科が第4病棟に導入された。また、心臓ケアユニットも73年に開設された。また、74年10月28日には熱傷ユニットも開設された。
1979年、フィンランド政府は費用の85%を負担して総合病院の刷新を行うことをスリランカ政府と合意した。その結果、救急救命室、整形外科、心的外傷ユニットが改善され、トレーニング・ユニットと洗濯室、葬儀場が新設された。また1987年5月6日には腎臓移植ユニットが開設された。さらに1991年3月15日にはラナシンハ・プレマダーサ大統領主導で新しい救急救命室が開設された。95年2月1日にはチャンドリカ・クマーラトゥンガ大統領の下で医療棟が開設され、96年1月31日のスリランカ中央銀行爆破事件の際には1,200名の被害者を治療した。2011年3月31日にはサウジアラビア政府の資金によってマヒンダ・ラージャパクサ大統領の下で心的外傷ユニットが新設され、2013年には第3医療棟を開設した。

## 診療科等
公式サイトで専門医がいるとされる科目は以下の通り。
- 麻酔科
- 総合外科
- 心胸郭外科
- 形成外科
- 神経外科
- 泌尿器科
- 血管外科
- 消化器外科
- 耳鼻咽喉科
- 総合内科
- 心臓内科
- 皮膚科
- 神経科
- リウマチ科
- 内分泌科
- 病理科
- 血液科
- 細菌科
- 放射線科
- 化学療法科
- 腎臓科
- ペインクリニック